# Philippe Lepage
Philippe Lepage (* 21. Dezember 1986 in Luxemburg) ist ein luxemburgischer Eishockeytorwart, der seit 2019 erneut bei Tornado Luxembourg in der luxemburgischen Liga und seit 2024 in der französischen Division 2 antritt.

## Karriere
Philippe Lepage begann seine Karriere als Eishockeyspieler in der Nachwuchsabteilung von Hiversport Luxembourg. 2002 wechselte er zum luxemburgischen Spitzenclub Tornado Luxembourg, der damals außer an der luxemburgischen Liga zunächst auch unterklassig am deutschen Ligasystem und später in der französischen Division 3 teilnahm. Mit den Tornados wurde er 2003 luxemburgischer Meister. 2006 wechselte er zum ESC Trier, der damals als rheinland-pfälzischer Verein in der Regionalliga Nordrhein-Westfalen spielte. Nach einem Jahr zog es ihn zum Ligakonkurrenten Königsborner JEC. Von dort wechselte er 2008 zu den Bulldogs de Liège in die belgische Ehrendivision und ein Jahr später zum Moselle Amnéville Hockey Club in die französische Division 1, die zweithöchste Spielklasse des Landes. Nach vier Jahren im benachbarten Ausland kehrte Lepage zu Tornado Luxemburg zurück und stand für den Klub sieben Jahre in der französischen Division 3 im Kasten. Von 2017 bis 2019 spielte er beim Akademischen EC Zürich in der sechstklassigen Schweizer 3. Liga. Anschließend kehrte er zu Tornado zurück, wo er zunächst erneut in der luxemburgischen Liga unnd der französischen Division 3 antrat. 2024 gelang dann erstmals der Aufstieg in die drittklassige Division 2.

### International
Für Luxemburg nahm Lepage schon an  den U18-Weltmeisterschaften der Europa-Division II 1999 und 2000 sowie der U20-Weltmeisterschaft der Division III 2003 teil. Bereits als 16-Jähriger stand er bei der Weltmeisterschaft 2003 in der Herren-Nationalmannschaft, wurde jedoch nicht eingesetzt. Seine ersten WM-Spiele absolvierte er im Folgejahr, als er mit seiner Mannschaft in der Division II antrat. Dort gelang zwar ein Punktgewinn gegen Israel, aber aufgrund der um 40 Tore schlechteren Tordifferenz, man hatte 70 Gegentore in fünf Spielen kassiert, musste das Team um den Goalie Lepage erneut den Gang in die unterste Klasse antreten. Bei den Weltmeisterschaften 2005, 2006, 2007, 2008, als er mit der besten Fangquote als bester Torwart des Turniers ausgezeichnet wurde, 2009, 2010, als er hinter dem Griechen Dalibor Ploutsis sowohl die zweitbeste Fangquote als auch den zweitbesten Gegentorschnitt des Turniers erreichte, 2011, 2012, als er erneut zum besten Torhüter des Turniers gewählt wurde und dabei hinter dem Türken Fikri Atalı die zweitbeste Fangquote und den zweitgeringsten Gegentorschnitt pro Spiel erreichte, 2013, 2016 und 2017, als er mit der besten Fangquote und dem geringsten Gegentorschnitt maßgeblich zum Aufstieg seiner Mannschaft beitrug, stand er nun für die Mannschaft des Großherzogtums in der Division III auf dem Eis. 
Bei der Weltmeisterschaft 2018 spielte er nach 14 Jahren wieder in der Division II, konnte aber trotz eines 2:1-Erfolges gegen Nordkorea, bei dem allerdings statt seiner Gilles Mangen im Tor stand, die Klasse nicht halten, da die Asiaten zuvor Mexiko, gegen das die Luxemburger 1:3 verloren hatten, mit 5:2 besiegt hatten. So fehlte den Letzeburgern ein Tor gegen eine der beiden konkurrierenden und punktgleichen Mannschaften, um die Klasse zu halten. Anschließend spielte er 2022, als er mit der besten Fangquote nach dem Araber Ahmed Al Dhaheri zum besten Torhüter des Turniers gewählt wurde, 2023 und 2024, als er die zweitbeste Fangquote nach dem Thailänder Ben Kleineschay aufwies und zum besten Spieler seiner Mannschaft gewählt wurde, wieder in der Division III.

## Erfolge und Auszeichnungen
- 2003 Luxemburgischer Meister mit Tornado Luxembourg
- 2003 Aufstieg in die Division II bei der Weltmeisterschaft der Division III
- 2008 Bester Torhüter und beste Fangquote bei der Weltmeisterschaft der Division III
- 2012 Bester Torhüter bei der Weltmeisterschaft der Division III
- 2017 Aufstieg in die Division II, Gruppe B, bei der Weltmeisterschaft der Division III
- 2017 Beste Fangquote und geringster Gegentorschnitt bei der Weltmeisterschaft der Division III
- 2022 Bester Torhüter bei der Weltmeisterschaft der Division III, Gruppe A
- 2024 Aufstieg in die Division 2 mit Tornado Luxembourg